# Le ore piccole (Neffa)
Le ore piccole è un singolo del cantante italiano Neffa, pubblicato nel 2004 come secondo estratto dal quarto album in studio I molteplici mondi di Giovanni, il cantante Neffa.

## Descrizione
Il brano rappresenta l'unico inedito contenuto nella riedizione dell'album uscita nel 2004 ed è stato presentato dal cantante al Festival di Sanremo 2004, classificandosi nono al termine della manifestazione. Come spiegato dall'artista stesso, il testo rappresenta una «proiezione di uno stato d'animo: scrivo molto di non amore perché preferisco il sale al miele». Sul piano musicale è una ballata, con riferimenti stilistici al jazz e allo swing.

## Video musicale
Il video è stato diretto da Gaetano Morbioli.

## Tracce
Testi e musiche di Giovanni Pellino.
1. Le ore piccole – 2:18
2. Le ore piccole (strumentale) – 2:18

## Classifiche
| Classifica (2004) | Posizione massima |
| ----------------- | ----------------- |
| Italia            | 24                |